# جميل شيا
جميل شيا (1936 - 2016)، سياسي ودبلوماسي ومحامي سوري شغل عدة مناصب منها نائب رئيس مجلس الوزراء السوري ووزير الثقافة.

## حياته
ولد في بلدة بدغان الواقعة في قضاء عاليه بلبنان، وغادر مع والده المحامي سليم شيا إلى السويداء في سوريا، وعمل في سلك المحاماة والقضاء.

## المناصب
شغل عدة مناصب منها:
- وزير التموين والتجارة الداخلية 1964.
- وزير الإعلام والثقافة 1966.
- عضو مجلس الرئاسة السورية 1965.
- سفير لسوريا في البرازيل 1967.
- سفير لسوريا في إيطاليا 1969.
- سفير فوق العادة في الاتحاد السوفيتي 1970.
- عضو قيادة قومية في حزب البعث العربي الاشتراكي 1975.
- نائب رئيس مجلس الوزراء في حكومة عبد الرحمن خليفاوي الثانية 1976.
- نائب رئيس مجلس الوزراء في حكومة محمد علي الحلبي 1978